# إبراهيم بن عربي
إبراهيم بن عربي عبد الرحمن هو والي اقليم اليمامة (نجد حاليًا - المملكة العربية السعودية) والمعين عليها خلال الحكم الأموي.

## النسب والنشأة
إبراهيم بن عربي واسمه الكامل هو إبراهيم بن عربي عبد الرحمن بن نافع بن منكث حليف كنانة وهو من بني عبيد الرّمّاح بن معدّ بن عدنان. وزوجته هي ابنة طلبة بن قيس بن عاصم المنقري وأمه هي فاطمة بنت شريك بن سحماء البلوي،
وشريك صحابي. وذكر أن جدة إبراهيم بن عربي هي فاطمة بنت أوس وأنها أرضعت مروان بن الحكم، وذكر المؤرخ حمد الجاسر نقلاً عن البلاذري أنَّ أم إبراهيم بن عربي هي التي تولت تربية مروان.

## حكم اليمامة
تولى إبراهيم بن عربي ولاية اليمامة خلال عهد ولاية مروان بن الحكم على المدينة النبوية من قبل الخليفة الأموي معاوية بن أبي سفيان حيث تولاها على فترتين امتدت ما بين عام 40 هـ إلى 49 هـ ومن سنة 54 إلى 57 هـ. كان إبراهيم بن عربي شديدًا خلال حكمه لإقليم اليمامة وقد بنى في اليمامة سجنا و سار بعض عماله و معارفه على نفس نهجه و سياسته بالقسوة على الناس. إلا أن ولايته على اليمامة كانت الأطول و تكررت على فترتين، الأولى في عهد معاوية بن أبي سفيان و الأخرى خلال عهد عبدالملك بن مروان.
وخلال ولايته لليمامة حدثت له حادثة مع رجل يدعى منازل بن فرعان لديه ابن يدعى خليج قد عق والده فأتى منازل إلى إبراهيم بن عربي للشكوى وقال:
فأراد الوالي "إبراهيم بن عربي" تنفيذ العقاب الإبن على عقوقه إلا أن الابن اعترض قائلًا: أصلح الله الأمير، لا تعجل علي أتعرف هذا؟ قال إبراهيم: لا، قال: هذا منازل بن فرعان الذي عق أباه وقال فيه:
فقال الوالي إبراهيم بن عربي: يا هذا، عققت فعُققت.
وفي “معجم البلدان”: قال ابن السلماني: وكان إبراهيم بن عربي والي اليمامة قد قَبض عليه وحُمل إلى المدينة مأسوراً، فلما مرَّ بسلع قال:

## النقد
هجاه الشاعر البعيث الحنفي قائلًا
حيث كان إبراهيم أسود البشرة فقام البعيث بتعييره بلونه وقصد بهجائه سواد يديه ووجهه مع بياض ثيابه، فكان إبراهيم بعدها إذا صعد المنبر تذمر الناس منه و عندما يرى غرابًا يقول: لعنة الله على البعيث.

## الثناء
امتدحه الفرزدق بقصيده له قائلًا

## الوفاة
ذكر كتاب “معجم البلدان” تعريفًا للعقير باليمامة وأنها نخل لبني ذُهل بن الدئل بن حنيفة، وبها قبر الشيخ إبراهيم بن عربي الذي كان والي اليمامة أيام بني أمية. وهو ما يستدل به أن إبراهيم بن عربي بقي واليًا على اليمامة حتى توفي بها. أو أنه عاد إليها بعد عزله وبقي فيها حتى توفي.